# Borreskeppet
Borreskeppet är resterna efter en vikingatida skeppsgrav som hittades vid utgrävning nära gravfältet Borrehögarna.

## Upptäckten
Borreskeppet hittades inuti en 38.5 meter stor gravhög som numera kallas Skeppshögen, strax utanför gravfältet Borrehögarnas område. Under vintern 1852 arbetade man med att gräva ut grus från gravhögen för att använda vid vägbygge, och eftersom det var tjäle i marken grävde man sig in djupt i högens sida för att komma åt frostfri grus och sand. I slutändan hade man grävt en tunnel in mot gravhögens mitt. Nära högens mitt fann arbetarna resterna efter en rik grav samt båtspikar, och de hann tillvarata en del saker innan tunneln kollapsade. Gravhögen fick då vara i fred under vintern, innan en arkeologisk utgrävning påbörjades.

## Skeppet
Under den arkeologiska utgrävningen upptäckte man att allt trä från skeppet var borta sedan länge eftersom gravhögen var byggd av sand och grus. Järnsaker var också i ganska dåligt skick, och gravkammaren var i princip helt förstörd av grustäkten. Från skeppet återstod en mängd järnspikar som ännu satt kvar på sin plats i jorden, och man kunde därmed se dess form. Borreskeppet var 17 meter långt och hade placerats i en grop i marken innan gravhögen sedan byggdes ovanpå. Borreskeppet hade placerats parallellt med den närliggande fjorden med förstäven upp åt land (nordlig riktning).

## Gravfyndet
Den begravde personen hade kremerats och de brända benen hade senare placerats i ett järnkärl i mitten av skeppet. Gravgåvor hade sedan lagts på och runt skeppet, och trots att graven i gammal tid har plundrats återstod en del. Bland gravgåvorna fanns rester efter hästmundering såsom tre stigbyglar, sadel, en vagn och rikt dekorerade beslag från en sele. De rikt dekorerade beslag som hittades i graven har gett namn åt Borrestilen. På skeppets båda sidor hade varsin häst nedlagts och på en sida låg även en hund, och utanför skeppet hittades en till häst som enligt vägarbetarna var stående när den hittades. Rester efter en glasbägare från södra England eller Frankrike hittades också. Lite mer vardagliga föremål hittades i graven: beslag efter en knivslida, en liten bjällra, en stor bergkristallpärla, en sländtrissa, järngrytor och husgeråd. 
Graven har daterats till 900-talet och var därmed samtida med Gokstadsskeppet.

## Idag
Ingenting återstår idag efter gravhögen där Borreskeppet hittades.